# 2012-es Internationaux de Strasbourg
A 2012-es Internationaux de Strasbourg női tenisztornát Strasbourgban rendezték meg 2012. május 21. és május 26. között. A verseny International kategóriájú volt. A mérkőzéseket vörös salakos pályán játszották, 2012-ben huszonhatodik alkalommal.

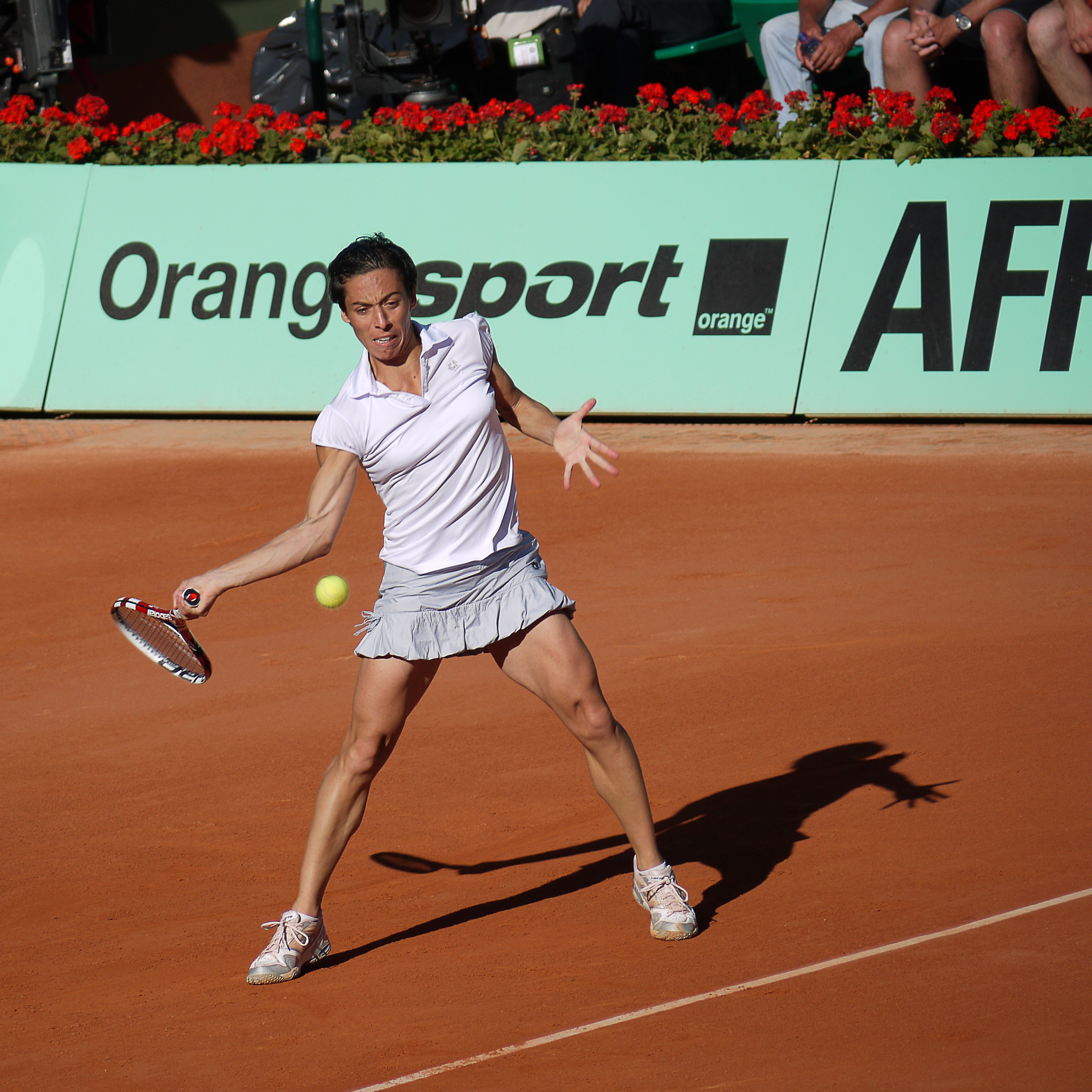
Francesca Schiavone először nyerte meg a strasbourgi versenyt

## Győztesek
Egyéniben a tornagyőzelmet Francesca Schiavone szerezte meg, miután a döntőben 6–4, 6–4-re legyőzte a francia Alizé Cornet-t. Schiavone az ötödik egyéni diadalát aratta, legutóbb a 2010-es Roland Garrost tudta megnyerni. Cornet-nak ez volt a negyedik WTA-döntője egyéniben, s a harmadik, amelyet elveszített.
A párosok küzdelmét a második kiemelt Volha Havarcova–Klaudia Jans-Ignacik-páros nyerte meg, a döntőben 6–7(4), 6–3, [10–3]-ra legyőzve az első kiemelt Natalie Grandin–Vladimíra Uhlířová-kettőst. Havarcovának ez volt a nyolcadik, Jans-Ignaciknak a második diadala párosban, közösen első alkalommal tudtak versenyt nyerni.

## Döntők

### Egyéni
Francesca Schiavone –  Alizé Cornet 6–4, 6–4

### Páros
Volha Havarcova /  Klaudia Jans-Ignacik –  Natalie Grandin /  Vladimíra Uhlířová 6–7(4), 6–3, [10–3]

## Világranglistapontok és pénzdíjazás

### Pontok
| Eredmény           | Egyéni | Páros |
| ------------------ | ------ | ----- |
| Győzelem           | 280    | 280   |
| Döntő              | 200    | 200   |
| Elődöntő           | 130    | 130   |
| Negyeddöntő        | 70     | 70    |
| 16 között          | 30     | 1     |
| 32 között          | 1      | –     |
| Főtáblára jutás    | 16     | –     |
| Selejtező (döntő)  | 10     | –     |
| Selejtező (2. kör) | 6      | –     |
| Selejtező (1. kör) | 1      | –     |

### Pénzdíjazás
A torna összdíjazása a többi International versenyhez hasonlóan 220 000 amerikai dollár volt. Az egyéni bajnok 37 000 dollárt, a győztes páros együttesen 11 000 dollárt kapott.
| Eredmény           | Egyéni   | Páros    |
| ------------------ | -------- | -------- |
| Győzelem           | 37 000 $ | 11 000 $ |
| Döntő              | 19 000 $ | 5750 $   |
| Elődöntő           | 10 200 $ | 3100 $   |
| Negyeddöntő        | 5340 $   | 1650 $   |
| 16 között          | 2950 $   | 860 $    |
| 32 között          | 1725 $   | –        |
| Selejtező (döntő)  | 860 $    | –        |
| Selejtező (2. kör) | 460 $    | –        |
| Selejtező (1. kör) | 265 $    | –        |